# Cəlal Abbasov
Cəlal Əşraf oğlu Abbasov (auch Jalal oder Dschalal, russisch Джалал Аббасов; * 8. Mai 1957 in Baku) ist ein aserbaidschanischer Komponist und Folklorist.

## Leben
Cəlal Abbasov ist der Sohn des aserbaidschanischen Komponisten Əşraf Abbasov und wurde schon in frühem Alter zur Musik hingeführt. Seine erste musikalische Ausbildung erhielt er an der Musikschule Bülbül. Er studierte Komposition an der Musikakademie Baku bei Qara Qarayev. und wurde 1980 im Fach Komposition graduiert. Ein Aufbaustudium bei Fərəc Qarayev schloss er 1984 ab. 1990 erhielt Abbasov für seine dritte Sinfonie den Preis der Azərbaycan Gənclər İttifaqı [Aserbaidschanische Jugendunion]. 1996 komponierte er das international anerkannte Stück Where are you Ulysses, das auf mehreren internationalen Musikfestivals gespielt wurde. 1998 gewann er mit seiner vierten Sinfonie den Kompositionswettbewerb Wettbewerbs zum 50. Jahrestag der Allgemeinen Erklärung der Menschenrechte der Vereinten Nationen, UNESCO. 2002 nahm er als einziger Komponist aus den Republiken der ehemaligen Sowjetunion an einem Symposium der Asian Composers’ League, mit dem Titel Asian Music in the Third Millenium [Asiatische Musik im dritten Jahrtausend] teil.  Seine Werke wurden in den Vereinigten Staaten, Deutschland, Österreich, Frankreich, Korea, Indonesien, Usbekistan, Russland, der Ukraine, Georgien und anderen Ländern aufgeführt. 2006 nahm er beim Moskovskaya Osen International Filmfestival in Erinnerung an Qara Qarayev teil. Neben der Tätigkeit als Komponist sammelt und erforscht er die traditionelle aserbaidschanische Volksmusik. Er nahm an mehreren Expeditionen in die Autonome Republik Nachitschewan, die Republik Bergkarabach und nach Gəncə teil und sammelte dort wertvolles Material. Er ist Professor an der Musikakademie Baku. Auf dem IX Kongress der Union der aserbaidschanischen Komponisten wurde er zum Sekretär des Vorstands gewählt. und leitete den Ausschuss für Chormusik. Er ist auch mit dem Projekt Werke aserbaidschanischer Komponisten in der Darstellung junger Aufführender betraut.

## Werke (Auswahl)
Cəlal Abbasov komponierte eine große Anzahl von Werken, darunter Musik für Sinfonieorchester, Kammermusik, Werke für Soloinstrumente, eine Kinderoper und eine große Anzahl von Chorwerken. Aufnahmen einiger Werke hat er auf seinem YouTube-Kanal veröffentlicht.
- Ay işığında [Im Licht des Mondes] Text: Rasim Garaja. Eingespielt von Farida Mammadova, Sopran, und Ilaha Sadykhzade, Klavier
- Fünf Stücke für Bläserquintett. Besetzung: Flöte, Oboe, Klarinette in B, Fagott und Horn, 1999[1][5]
- Zehn Stücke für Klavier, Baku, 1984–85
- Kantate Bahar mərasimi [Frühlingsriten], 1986. Eingespielt vom Aserbaidschanischen Staatschor  unter Elinara Kerimova
- Düzgülər [Wahrheiten], Kantate für Kinderchor, Baku, 1996 I Əkil - bəki II l Tülkü- tülkü III Həsənağa IV Keçəl V Əlimi bıçaq kəsibdi VI Ay Tağı, dim, dim- draz
- Mərasim [Zeremonie] für Vokalensemble, Oud, Bass und Flöte, Baku, 2002
- Mərdlik, Kantate, 1992
- Meditation für drei Instrumente, 1981. Eingespielt von Nijat Mammadov, Flöte, Asim Khalilov, Violoncello, und  Leyla Parlanova, Klavier
- Munaja't für Kontrabass solo, 1992. Aufgeführt von Javad Javadzade am 27. Juni 2016 bei der Fondazione Palmieri in Lecce
- Munajat - II für Viola solo, Baku, 1995
- Munajat III für Marimba solo, 1998. Eingespielt von Amirudi
- Passacaglia & Allegro für Streichorchester. Eingespielt vom Sinfonieorchester des Aserbaidschanischen Rundfunks unter Ramiz Melikaslanov
- Pentaqramma: Monoloq, Sonate für Fagott solo, Baku, 2003 I Prelyudio II İnterludio III Postludio
- Poema für Orchester, 2004 in Baku publiziert
- Postludio in memoriam G.Garaev, 1983. Eingespielt von Rena Ismailova, Orgel
- Rübailər;Kantate, 1994.Text: M. Füzulinindir
- Şəhriyar gəsidəsi für Chor, Baku, 2001
- Sinfonie Nr. 2, 2002 in Baku publiziert
- Sinfonie Nr. 3 Voice of Peace, 1985. Eingespielt vom Aserbaidschanischen Staatsorchester unter Nazim Rzaev
- Sinfonie Nr. 4 If I could see you again..., 1997. Eingespielt vom Aserbaidschanischen Staatsorchester unter Roland Freisitzer
- Sonate für Violine solo, 1984. Zwei Sätze[6] Eingespielt von Umida Abasova
- Streichquartett Nr. 1
- Streichquartett Nr. 2, 1986
- Triptix für Chor, Baku 2003
- ''Where are you, Ulysses?'' . Eingespielt vom Ukrainischen Staatsorchester und dem Aserbaidschanischen Staatsorchester jeweils unter der Leitung von Fakhraddin Kerimov
- Yallı für Volksinstrumentenorchester